# Districte de Viseu
El districte de Viseu és un districte portuguès pertanyent, en la major part, a la província tradicional de la Beira Alta, però que també inclou municipis pertanyents al Douro Litoral i a Trás-os-Montes e Alto Douro. Limita al nord amb el districte de Porto, el districte de Vila Real i el districte de Bragança; a l'est, amb el districte de Guarda; al sud, amb el districte de Coïmbra, i a l'oest, amb el districte d'Aveiro. Superfície: 5.007 km² (per extensió, és el novè districte portuguès). Població resident (2001): 394.927 hab. Seu del districte: Viseu.

## Subdivisions
El districte de Viseu se subdivideix en els següents 24 municipis:
- Armamar
- Carregal do Sal
- Castro Daire
- Cinfães
- Lamego
- Mangualde
- Moimenta da Beira
- Mortágua
- Nelas
- Oliveira de Frades
- Penalva do Castelo
- Penedono
- Resende
- Santa Comba Dão
- São João da Pesqueira
- São Pedro do Sul
- Sátão
- Sernancelhe
- Tabuaço
- Tarouca
- Tondela
- Vila Nova de Paiva
- Viseu
- Vouzela

## Ciutats principals
Viseu, Lamego, Mangualde, Tondela, Santa Comba Dao, Tarouca.